# Železité lázně (Poděbrady)
Železité lázně byly první lázně v Poděbradech. Vznikly na počátku 18. století v blízkosti lokálního poutního místa spojeného s železitým pramenem a Havířským kostelíkem na Zálabí. Rozvoj lázní nastal v průběhu 19. století. Po objevu pramenů minerálky Poděbradka roku 1905 a následném založení uhličitých lázní však význam železitých lázní rychle upadal. Roku 1935 ukončily provoz a roku 1937 proběhla jejich demolice.

## Historie
Dle vyprávění Jana Amose Komenského vytryskl roku 1624 v blízkosti pražské cesty v Poděbradech pramen tzv. krvavé vody. Studánce byly přisuzovány léčebné účinky a stala se lokálním poutním místem. K tomu přispělo i to, že se studánka nacházela v blízkosti místa, kde byly roku 1496 popraveno 10 havířských vůdců povstání v Kutné Hoře, stál zde památný Poděbradský dub a od 16. století rovněž Havířský kostelík.
Dle Jana Hellicha obec kolem roku 1722 na místě vybudovala malé železité lázně. Nejprve šlo o dřevěnou boudu s vanou a měděným kotlem na ohřev vody. Stavba však byla pravidelně zaplavována při povodních, a proto byla roku 1832 postavena do výšky na cihlovou podezdívku a rozšířena na čtyři komory, přičemž ve třech byly vany a ve čtvrté kotel.
Od roku 1843 město lázně samo neprovozovalo, ale (včetně ovocné zahrady) je pronajímalo soukromníkům. Nájem byl věnován záduší Havířského kostelíka. Zpočátku byl pronájem na tři roky, později na jeden rok a od roku 1867 dokonce jen na sezónu od dubna do listopadu. Tento přístup města, ve spojení v rostoucím nájmem a snahou města přenést veškeré provozní náklady na pronajímatele, ve výsledku pronajímatele odrazoval od jakýchkoliv investic.
Postupem let lázně výrazně zchátraly. V letech 1879–1880 proběhla jejich celková rekonstrukce spojená se stavbou nové budovy. Provoz byl obnoven roku 1881. Nová budova byla zděná a obsahovala šest van, bazén, parní lázeň a byt správce. Od rekonstrukce byly lázně vedeny jako součást obecního majetku (předtím byly součástí záduší havířského kostelíka.). Nová budova však měla dlouhodobé problémy s novým kotlem, který musel být přestavován a dostal i nový komín. Neustále opravy zatěžovaly hospodaření lázní. Kvůli problémům s kotlem byla dokonce omezena sezóna v roce 1887 a v roce 1888 lázně ani neotevřely.
Pravděpodobně od nevydařené sezóny roku 1888 provoz převzalo opět město, které je dostalo znovu do zisku. Ten si udržely do roku 1900, pak už zůstaly ve schodku. Přinejmenším od konce 19. století byly lázně propagovány prostřednictvím plakátů a novinové inzerce. Z této doby existují i podrobnější údaje o provozu lázní. Lázně fungovaly přibližně od dubna/května do září/října, vždy dle vývoje počasí. Otevřeny byly po celý týden. Denní počet koupelí se pohyboval od 1 do 58, ale obvykle to bylo méně než 30.
V roce 1903 byl pro lázně koupen nový kotel od firmy Bratři Prášilové a spol. v Praze-Libni. V roce 1909 bylo v celém domě instalováno parní topení. Navzdory určitým vylepšením a opravám lázně nečekala dlouhá budoucnost.
Zásadní okolností pro další existenci železitých lázní byl objev uhličité minerálky Poděbradka v roce 1905 a otevření moderních uhličitých poděbradských lázní, které roku 1910 získalo město. Ztrátové a zchátralé železité lázně se dostaly na okraj zájmu. Provoz dále zkomplikovala první světová válka a v letech 1917–1918 byly železité lázně zavřené.
Od roku 1919 železité lázně provozovala nově vzniklá lázeňská akciová společnost, která navíc usilovala o zakoupení, či dlouhodobý pronájem železitých lázní. Lázně byly v této době každoročně otevřeny od 10. května do 10. září. Po počátečním vzestupu návštěvnosti nastal v polovině 20. let její pokles, počet koupelí už nepřekročil předválečnou hranici a provoz železitých lázní zůstával ztrátový. Lázeňská akciová společnost navíc upozorňovala město, že budova potřebuje rozsáhlé opravy. Výměnou za příslib oprav společnost dostala získala snížený desetiletý pronájem, po jeho vypršení ale oznámila městu, že o železité lázně již nemá zájem. Jiného provozovatele město nenašlo. Městem objednané posudky byly navíc skeptické ohledně léčebného účinku železité vody. V březnu 1937 proto městská rada odsouhlasila odstranění lázní. Demolice budovy proběhla od dubna do května 1937.